# 常磐線
常磐線（日语：／ Jōban sen */?）是一條由東京都荒川區日暮里站起途經千葉縣西北部、茨城縣、福島縣的太平洋側連結宮城縣岩沼市岩沼站，屬於東日本旅客鐵道（JR東日本）的鐵路線（幹線）。此線是所有不帶「本線」之名的JR路線之中最長的路線。
列車運行上的常磐線包括東海道本線品川站－東京站以及東北本線東京站－上野站－日暮里站、同線岩沼站－仙台站，由東京都港區品川站起至宮城縣仙台市青葉區仙台站。本條目將品川站－東京站之間的路段與常磐線內的方向合併，在本文中，开往品川的方向是「上行」、品川发车的行驶方向是「下行」。
另外，通常運行系統上的「常磐線」只是指中距離列車與特急列車等的列車系統，以區別取手站以南複複線路段運行的列車系統常磐快速線和常磐緩行線。本條目以運行系統記述，主要採用前者。

## 概要
常磐線是一条从东京经由千叶县的松户，柏，茨城县的取手、土浦、水户，福岛县的磐城、相马等到达仙台的太平洋沿岸线路。该线路的特急列车将东京市区与沿线城市连接起来，同时还有大量日本货物铁道（JR货物）运营的货物列车。同时，在东京首都圈一侧的取手站以南，该线路还承担着沿线来往东京的通勤交通任务。在绫濑站和取手站之间，快速线和缓行线各为双轨（加起来这段为四线线路），因此缓行线和快速线系统分开运行（运行模式详情见下文）。
常磐線全线为电气化路线。上野至取手段为直流电，因直流电会影响沿线位于茨城县石冈市的气象厅地磁气觀测所，藤代以北为交流电。分相区设置于取手站和藤代站间。
2011年因受东日本大震灾以及後续的福岛第一核电站事故影响，富冈站-浪江站段运行停止，改由临时巴士代行。已于2020年3月14日全线恢复通车。

### 名称由来
常磐線取沿线经过的两个日本旧令制国常陆国和磐城国的首字组合而成。
历史上，茨城县与福岛县滨通交界的勿来（北茨城市至磐城市南半部）一带有时被称为“常磐地区”，从1954年到1966年磐城市成立之前，一直以汤本温泉为中心设有常磐市。在水户市，也有与 “常磐（ときわ）”发音相同的地名和设施，如常磐町、常磐大学和常磐神社。 “常磐（ときわ）”过去也曾作为常磐线特急列车的昵称，在与“常陆（ひたち）”特急列车统一后，“常磐路” 仍被用于茨城县北部至福岛县滨通线沿线的旅游宣传活动，并作为在茨城县内有效的车票的名称。在2015年3月14日的时刻表修订中，列车昵称 “常磐（ときわ）”作为特急列车重新开设，但与之前的运行情况一样，大多数列车在茨城县内到达和出发。
常磐線各站与旧令制国间关系：
- 常陸：茨城县・龙崎市站 - 同・大津港站 (133.2 km)
- 磐城：福島县・勿来站 - 宮城县・逢隈站 (154.6 km)

## 路線資料
※詳細路線圖請參考：常磐線RDT
- 路線距離（營業距離）：全長351.0公里
  - 東日本旅客鐵道（第一種鐵道事業者）：
    - 日暮里－原之町－岩沼 343.7公里[1]
    - 三河島－隅田川－南千住（隅田川貨物線） 5.7公里[1]
    - 三河島－田端（田端貨物線） 1.6公里[1]

  - 日本貨物鐵道（第二種鐵道事業者）：
    - 三河島－岩沼（342.5公里）[1]
    - 三河島－田端（田端貨物線）（1.6公里）[1]
    - 三河島－隅田川－南千住（隅田川貨物線）（5.7公里）[1]
- 軌距：1067 mm[1]
- 站數：80個（包括本線的起終點站與偕樂園站、隅田川站。支線的終點除外）
  - 若只限屬於常磐線的車站，排除屬於東北本線的日暮里站與岩沼站[5]則為78個。
- 複線路段：
  - 四線：綾瀨－取手
  - 複線：日暮里－綾瀨、取手－四倉、廣野－木戶
  - 上野－日暮里段的東北本線路段為專用的複線。
- 電氣化路段：全線
  - 直流電1,500V：日暮里－取手（最近藤代站）、三河島－隅田川－南千住、三河島－田端
  - 交流電20,000V 50Hz：藤代－岩沼
  - 中性區：取手－藤代，車上開關式
- 運行方式
  - 自動閉塞式（下述路段以外）
  - ATC方式（綾瀨－取手的緩行線）
- 最高速度（電力動車組與柴油動車組）：
  - 上野－日立 130公里/小時[註 7]
  - 日立－磐城 120公里/小時
  - 磐城－岩沼 100公里/小時
  - 綾瀨－取手（緩行線） 90公里/小時
  - 田端信號場－隅田川（田端貨物線） 95公里/小時
  - 南千住－隅田川（隅田川貨物線） 95公里/小時
- 運轉指令所（日语：運転指令所）：
  - 上野－羽鳥 東京綜合指令室（ATOS）
  - 羽鳥－岩沼 水戶綜合指令室（CTC）
  - 綾瀨－取手（緩行線） 東京綜合指令室（ATOS）
- 旅客車費、乘車券關連
  - 旅客車費體系：電車特定區間除外的幹線車費
  - 東京近郊區間（實行旅客營業規則（日语：旅客営業規則））：（上野－）日暮里－磐城
  - 仙台近郊區間（實行旅客營業規則）：原之町－岩沼（－仙台）
  - 電車特定區間（日语：電車特定区間）：（上野－）日暮里－取手
  - IC乘車卡對應路段：
    - Suica首都圈地域：與東京近郊區間相同
    - Suica仙台地域：與仙台近郊區間相同

此外，JR東日本各支社的管轄範圍如下。
- 東京支社（日语：東日本旅客鉄道東京支社）：日暮里－取手（綾瀨站構內由東京地下鐵管轄）、隅田川貨物線、田端貨物線
- 水戶支社（日语：東日本旅客鉄道水戸支社）：藤代－新地
- 仙台支社（日语：東日本旅客鉄道仙台支社）：坂元－岩沼

## 東日本大震災的影響

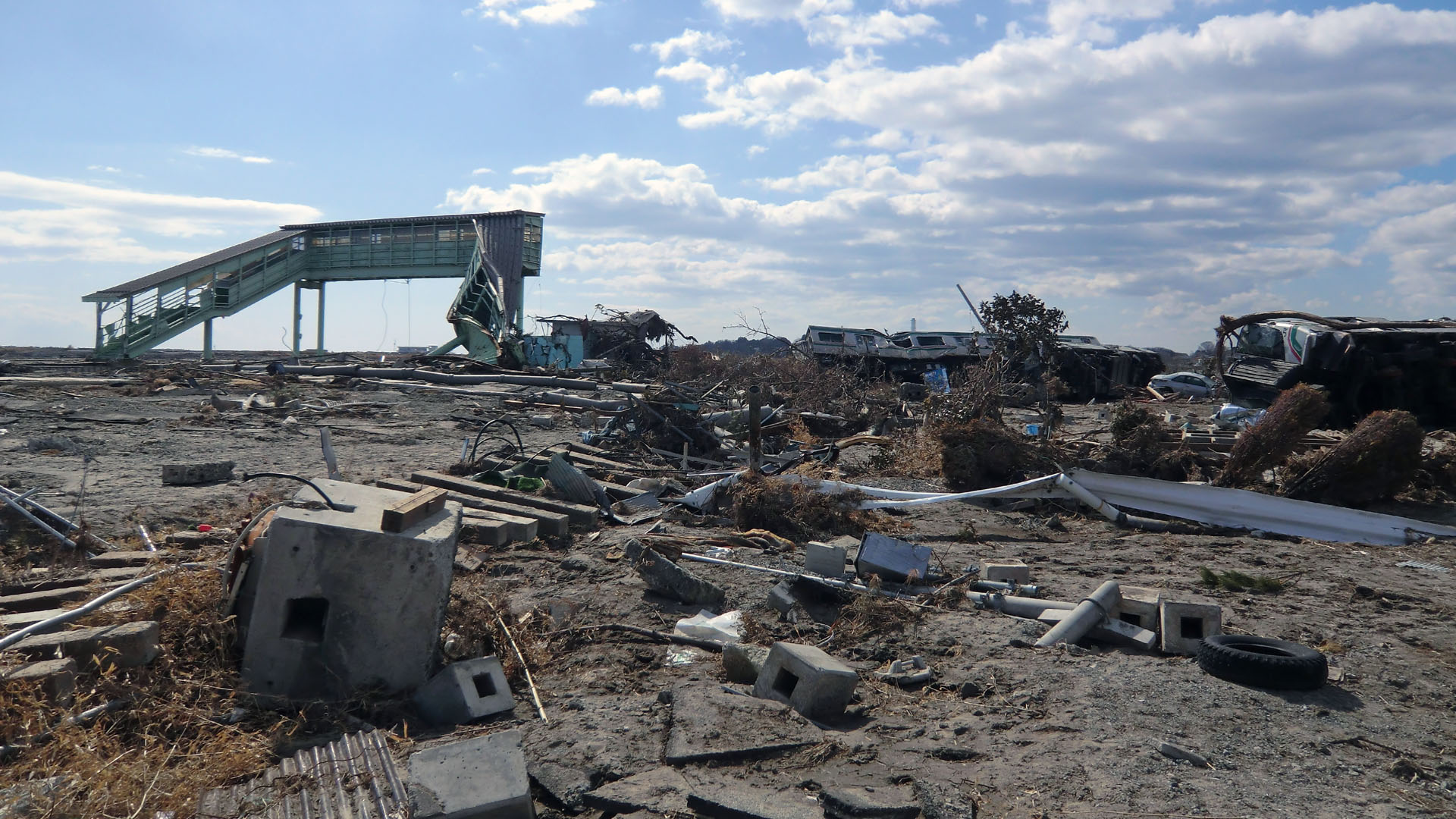
因為大海嘯而連同列車一起被捲走的新地站（2011年4月4日）

2011年3月11日的下午發生了東北地方太平洋沖地震（東日本大震災的主震），沿線的廣大範圍記錄到震度5强至震度6强的地震，當天全線暫停營運。
另外除了自茨城縣至宮城縣發生了線路的故障，沿岸有一部分福島縣、宮城縣內的區間因地震而以引起的海嘯受到了毀滅性的破壞，在地震發生隔天取手站以北的區間不能通行。常磐線的列車普通244M(E721系P-1編成+P-19編成，列车员及乘客全部生还)、濱吉田站 - 山下站間的貨物92列車（ED75 1039+貨櫃車）各自被海嘯直接擊中而脫軌、受損。

### 不通區間的恢复工作

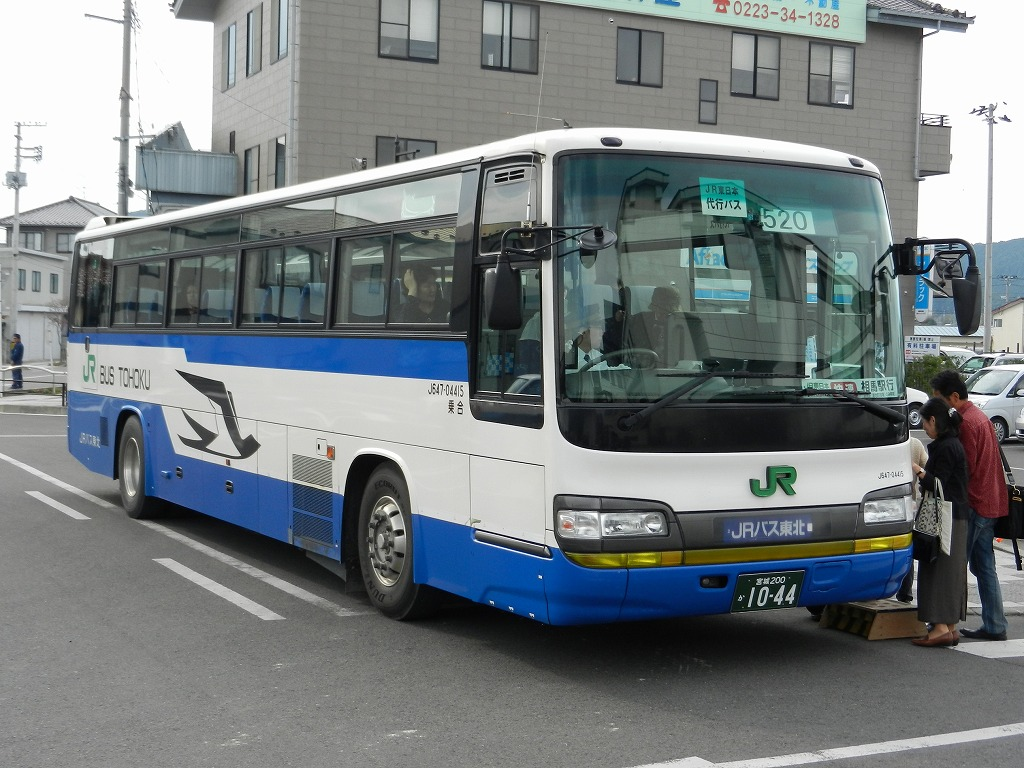
相馬站 - 亘理站間運行的接駁巴士（2011年10月、亘理站邊）

至2011年5月14日，上野-日暮里-久之濱間、亘理 - 岩沼 - 仙台間雖有列車再次行駛，但是廣野-原之町間因福島第一核電站事故的影響不能進入詳細調查受災狀況（不過目前富岡站的站房損壞等及大野-雙葉間的前田川橋梁之損毀狀況是可以確認的。），鹿島 - 亘理間已受到橋墩損毀、軌道及站房流失等毀滅性的災害。
受到海嘯災害較少的久之濱-廣野間設有臨時月台，已在同年的9月30日大略完工，翌月10日再次營運。
另外，同樣受災較小的原之町-相馬間也於2011年12月21日再次營運，恢復營運初期時是慢行行駛，2012年1月10日開始回歸原本的速度行駛。。因路線受損不通而滯留在原之町-相馬的車輛 ，並以公路運送的方式另外移入了701系3編組6輛使用。
2012年1月時，相馬 - 亘理間由巴士接駁。久之濱 - 廣野間在2011年10月9日終止了巴士接駁的任務。
2015年1月31日起，原之町至龍田之間開行直達接駁巴士，行駛於國道6號，穿越福島第一核電廠方圓20公里警戒區範圍，每日對開各兩班車，車上備有偵測輻射劑量的儀器，每趟旅程所受到的輻射劑量約1.2微西弗。

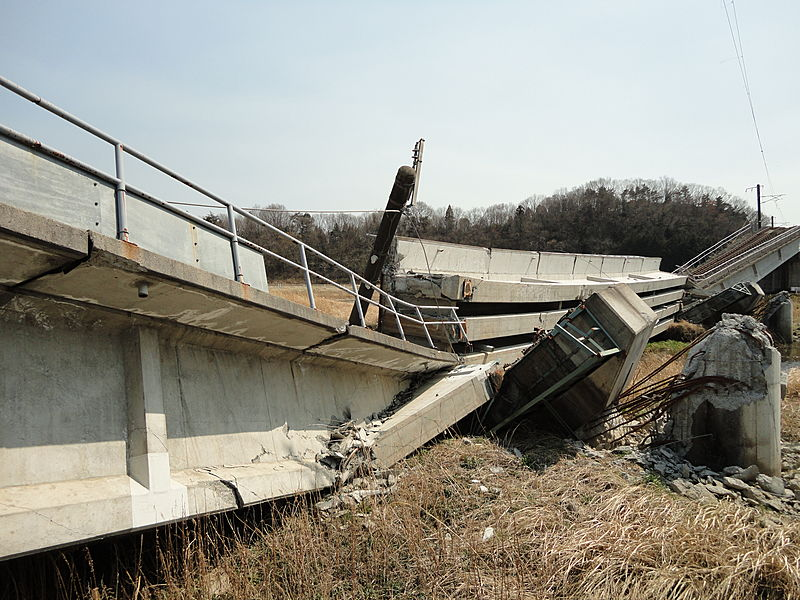
大野站 - 雙葉站間的前田川橋梁損壞 （2011年4月13日 攝）
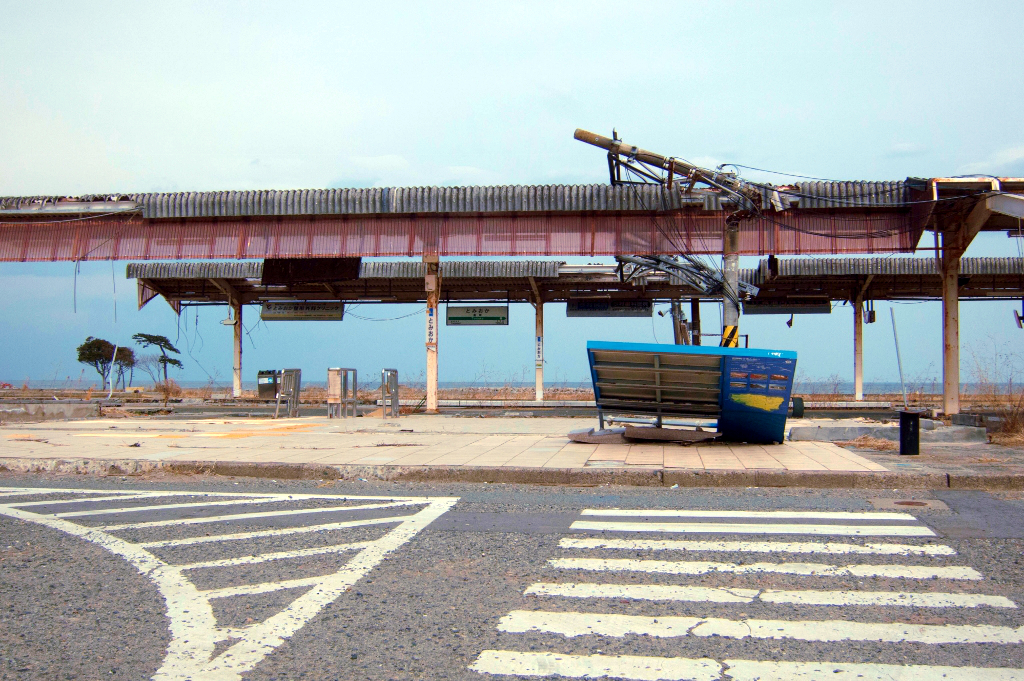
因海嘯流失掉站房的富岡站（核電廠20公里內警戒區居民於2012年3月22日暫時回家時所攝影）

日本政府於2015年3月10日召開復興推進會議，配合放射線除污作業進展，訂出常磐線分段復駛的預定時程：
- 原之町車站～小高車站：2016年春季
- 小高車站～浪江車站：2017年春季
- 浪江車站～富岡車站：屬於年放射線量達50mSv的「歸還困難區」：2020年春季
- 富岡車站～龍田車站：2018年3月

2016年7月12日，原之町車站至小高車站間路段隨著南相馬市南方解除避難指示而恢復列車行駛。原之町與龍田間的接駁巴士增停小高車站。

### 内陸移設計畫
JR东日本在2011年震灾後开始考虑将部分受灾路段移往内陆地区重建，预计修复工作會花費數年至數十年的時間。沿線宮城縣山元町有包含遷移常磐線的線路及山下站、坂元站的都市計畫，福島縣新地町則有遷移常磐線的線路及新地站的都市計畫。
2012年3月5日，JR東日本仙台支社及水戶支社於發表新聞稿，宣布相馬 - 亘理間各車站將移設更靠近山邊。
2020年1月1日，JR東日本宣布，全線自同年3月14日的時刻改正中同時重新啟用經過歸還困難區的路段，令原本被分割的本線重新合為一體。
2020年3月14日，常磐線全線恢復運營。

## 運行形態
“普通列车”是指，作为中距离列车运行的一种列车类别。

### 优等列车
有关常磐线内优等列车的详细信息，请参阅常陆号，有关经由常磐线的去往东北优等列车的信息，请参阅东北本线优等列车的历史。
截至 2023 年，特急列车 “常陆号(ひたち)”在品川站 - 磐城站、仙台站之间运行，“常磐号（ときわ）”在品川站、上野站 - 土浦站、胜田站和高萩站之间运行。
在东日本大地震之前，特急列车在本线的全区间运行。根据原计划，从 2012 年修订的时刻表开始，将在磐城站 - 仙台站之间设置新的冠名特急列车，并设定在磐城站可以与其他列车进行同站台换乘，但东日本大地震和福岛第一核电站事故导致该路段的部分列车停运，因此新的冠名特急列车计划被取消。 东日本大地震后，上野站至仙台站之间的 “超级常陆（スーパーひたち）”特急列车，其在磐城站至仙台站之间的运行暂停，并在 2012 年 3 月 17 日的时刻表修订中正式取消了磐城站至仙台站之间的特急列车，由上野站至磐城站之间的特急列车取代。 列车名称也由 “超级常陆（スーパーひたち）”和 “新鲜常陆（フレッシュひたち）”分别改为“常陆”和“常磐”，同时，由于上野东京线的开通，这些列车的运行区间延伸至品川站。
2020 年 3 月 14 日全线恢复运行后，其中有三对特急“常陆”班次，在品川站、上野站 - 仙台站之间运行，使用E657系列车。

### 地区旅客输送
全线均有普通列车运行。其中包括从品川站直达取手站以东的胜田站的中距离列车，目前使用的是 E531系列车。
直到 1982 年 11 月 14 日，上野站至仙台站之间的部分全区间直达列车仍在运行，但此后，随着时间的推移，列车时刻表进行了多次修订，列车的运行系统也被逐渐分割开来。
在 2005 年 7 月 9 日的时刻表修订中，由于在磐城站进行了运行系统的分割，在水户站和仙台站之间直达的普通列车消失了；在 2007 年 3 月 18 日的时刻表修订中，由于将绿色车厢与E531系列车连接使用，大部分列车班次在水户站和胜田站进行了运行系统分割，在上野站和磐城站之间直达的列车也消失了。
随着E721系列车的引进，磐城站和仙台站之间的大部分直达列车也在原之町站进行了运行系统的切割。在这次修订之后，直到东日本大地震之前，普通列车的基本运行系统分为四个部分：上野站至水户/胜田站之间、水户站至磐城站之间、磐城站至原之町站之间、原之町站至仙台站之间。到 2020 年全线恢复时，该运行系统分割方式仍基本保持。2015年上野东京线开通之后，一部分列车在品川站始发终到。
友部站和高萩站之间有直接来往于水户线的直通列车；自 2021 年 3 月 13 日起，这些直通列车在友部站和胜田站之间以单人运转方式运营列车，并在 2023 年 3 月 18 日的修订中延伸至高萩站。

#### 品川 - 上野 - 取手之间
该部分包含在电车特定区间中，分为三个系统
- 常磐线：是不止于取手站，继续向北开往土浦和水户的运行的中距离列车，其车辆采用交直流电两用车辆。 运行普通列车和特别快速列车。在这区间内（即常磐快速线内），普通列车也会被视为“快速”列车。
- 常磐线（快速）：使用直流电列车运行的快速列车，仅在品川站和取手站之间运行。 有些列车会从我孙子站直通进入成田线。
- 常磐线（各站停车）：绫濑站和取手站之间使用直流电列车运行的各站停车的列车。从绫濑站出发，列车会直通进入东京地铁千代田线，并且还会接着直通进入小田急的小田原线，不来往上野方向。

在四线路段，中距离列车和快速列车运行在快速线上，而各站停车列车运行在缓行线上。快速线和缓行线有独立的时刻表，除每天的首班车和末班车外，不强调列车之间的接续。 在我孙子站和取手站之间，快速线的列车路在每个车站都有停靠，因此除了工作日的早上和傍晚，缓行线上会没有列车运行。
在快速线上，不止于取手站而继续往来土浦和水户方向的中距离列车仅占不到 40%的部分，实际上也负责这一段线路的运输，在发车站台方面基本没有区别。在 2004 年 3 月 12 日之前，由于列车的性质不同，快速列车和普通列车停靠在不同的车站。 过去，普通列车停靠的车站较少，但自 1988 年天王台站加入停车站之后，仅白天时段运行的普通列车开始停靠三河岛站和南千住站，至此与快速列车停靠的车站开始相同。
自 2004 年 3 月 13 日修订时刻表后，普通列车也全天停靠三河岛站和南千住站，统一了快速列车与普通列车（中距离列车）在上野站和取手站之间的停靠站点。此外，从同年 10 月 16 日的时刻表修订开始，上野站和取手站之间的普通列车（中距离列车）也开始以“快速”的形式标示。

#### 品川 - 上野 - 胜田之间
品川站、上野站 - 土浦站之间的班次相对较多，因为这个区间处于靠近东京的通勤圈内。白天时段每小时有三班车。在土浦站和胜田站之间（部分列车往返于水户站），除早上的班次外，每小时有 2 至 3 班列车。 此外，在友部站和胜田站之间还有与水户线直通的列车班次，由单人列车运行。
列车原则上采用 E531 系列 10 节车厢编组或 15 节车厢列车编组（均联结有绿色车厢，15 节车厢编组仅在品川站、上野站 - 土浦站之间运行），其最高运行速度为每小时 130 公里。 此外，土浦站至水户站、胜田站之间的列车以及与水户线直通的列车班次仅使用 E531 系列的附属编组运行（即5节车厢编组），如上所述，与水户线直通的列车班次使用数量有限的车厢，为了兼容单人运行方式。
在 2017 年 10 月 14 日的时刻表修订中，增加了往返品川站的列车，并增加了 15 节车厢编组运行的班次（现在往返品川站的所有列车均为 15 节车厢编组的列车）。
2022 年 3 月 12 日的时刻表修订，包括土浦站白天时段的运行系统分割，以及增加直通至品川站的列车。 此外，2017 年 10 月修订版中消失的往返品川站的 10节编组列车也已恢复。
在 2024 年 3 月 16 日的时刻表修订中，土浦站和水户站之间的白天时段开始了使用E531系的附属编组列车的单人运行实行。

##### 特别快速
这种列车是在 2005 年 8 月 24 日开始运行的首都圈新都市铁道筑波快线开通之前，于 2005 年 7 月 9 日对常磐线的时刻表进行修订时新设立的。到 2022 年 3 月 11 日为止，每天的白天时段在品川站和土浦站之间运行 6 个往返班次（新设时，每天在上野站和土浦站之间运行 5.5 个往返班次，其中 6 个下行班次和 5 个上行班次），但在 2022 年 3 月 12 日的时刻表修订后，上行班次仅有早上的 2 班次，下行班次只有下午的2班。
该种列车新设定时，列车使用车辆仅限 E531 系（现在也是），最高运行速度为 130 公里/小时。
列车停靠品川站、新桥站、东京站、上野站、日暮里站、北千住站、松户站和柏站，在取手站和土浦站之间各站停车。下行列车在上野站与下行的中距离列车进行缓急接续，并在取手站与前一班快速列车接续。
上行列车在土浦站与来自水户方向的普通列车进行接续，平日上午 9 点除外，也会在取手站和北千住站与快速列车（上午 10 点的时段为中距离列车）接续。平日上午 9 点的时段，在取手站没有可接续的快速列车。
自 2015 年 3 月 14 日时刻表修订后，北千住站被增设为停靠站。因此，现在上行列车在北千住站与前一班快速列车接续并超车。
|                               | 上行（上野・品川方面）                                             | 下行（取手・土浦方面）         |
| ----------------------------- | ------------------------------------------------------------------ | ------------------------------ |
| 2005年7月9日 - 2015年3月13日  | 取手站（快速列车在这之前会各站停车）・北千住站（普通）             | 松戸站（快速）                 |
| 2015年3月14日 - 2022年3月11日 | 取手站（快速列车在这之前会各站停车）・北千住站（普通）             | 上野站（普通）・松户站（快速） |
| 2022年3月12日 -               | 土浦站（普通）・取手站或我孫子站（快速）・北千住站或上野站（普通） | 上野站（普通）・取手站（快速） |

##### 绿车
与东北本线（宇都宫线）、高崎线等的普通列车上大量使用绿色车厢一样，2007年1月6日起，绿色车厢也与常磐线的E531系连接，为现在编组的4号车厢和5号车厢，并于2007年3月18日的时刻表修订后开始运行。运营的区间为上野站至高萩站，往返于上野站和我孙子站的所有普通列车和特别快速列车都开始连接绿色车厢。 在胜田站和高萩站之间，只有部分早上、傍晚和晚上的列车会连接绿色车厢。部分列车在土浦站会进行编组的接挂分离。即使是只在土浦站以北运行的列车，下行的2班列车以及周六、周日和节假日的两班上行列车也配备绿皮车厢。

#### 水户 - 磐城之间
2007 年 3 月 18 日，随着部分普通列车开始连接绿色车厢行驶，往返土浦和上野的直达列车数量急剧减少，不在水户站始发终到的列车，仅限于往返土浦站的班次、水户线直通班次以及上野站至高萩站之间的早间的上行列车和晚上的下行列车。
至于水户线直通列车，由于在水户站和胜田站的运行系统分割，水户线直通列车的数量也在减少。除清晨和夜间外，开往土浦和上野的列车需要在水户站进行接续。除了止于磐城站的列车，还存在直达广野站和原之町站的列车，详情后述。 在东日本大地震之前，就有往返原之町站的列车，在所有线路恢复后，又有了往返原之町站的列车。
白天时段，水户站和磐城站之间每小时有两班普通列车，其中约一半是往返高萩站的区间列车（不包括往返上野站和水户线小山站方向的列车，这些列车的起点和终点几乎都在胜田站）。虽然在 2016 年 3 月 26 日的时刻表修订中引入了白天时段的模式时刻表，但运行间隔约为 20-40 分钟不等。
夜间（下行以水户站21时起发车的列车，上行以磐城站19时起发车的列车）的运行频率约为每小时一班。此外，特急列车前往磐城的下行末班车时间比普通列车晚。
列车由 E531系（只有往返于磐城站的运行系统才使用附属编组）和 E501系运行。
从 2023 年 3 月 18 日修订的时刻表开始，E531 系列的附属编组开始实施单人运行，白天在该区段运行的普通列车中约有 70% 为单人列车。

#### 磐城 - 原之町
在 2007 年引进 E721 系列车时，该路段的大部分列车，其原本为磐城站 - 仙台站的运行系统，在原之町站进行了运行系统的切割，2011年又发生了地震。地震发生后，该线路的部分路段停运，由巴士代替。
除往返于磐城站 - 久之滨站、广野站的列车外，每天有 11个往返班次，使用 E531 系列车往返于磐城站和原之町站之间。这些列车通常在磐城站与特急列车面对面进行缓急接续。 有些列车直接往返于水户站。
截至 2020 年 3 月 14 日线路全面修复的前一天，每天有 11 班往返班次，运行于浪江站和原之町站之间，使用 701系和 719 系列车运行。其中，只有一趟早上的往返列车使用 701 系列列车，其他列车均使用 719 系列车。原则上，去往仙台需要在原之町站换乘前往仙台的列车，但也有两班下行列车和一班上行列车在仙台站始发（不过，上行列车曾经只开往原之町，在抵达原野町站时会更改目的地和车次；下行列车从一开始就是开往仙台的）。 全线路恢复后，这段不再有直接往返仙台站的列车（只有原之町有始发前往仙台的普通列车）。
在 2011 年东日本大地震之前，磐城车站和原野町车站之间的列车运行频率约为每小时一班，磐城站和富冈站之间也有列车运行。 此外，还在部分日间列车上使用 701 系列列车，实施单人运行。 但从2024年3月16日的时刻表修订之后，开始使用E531系的附属编组实施单人运行。

#### 原之町 - 仙台站
这一区间的所有普通列车几乎都运行于原之町 - 仙台之间，所有列车在岩沼 - 仙台这段均经由东北本线运行，原之町站和仙台站之间每小时有一到两班列车。早晨和傍晚，新地站和山下站与仙台站之间也有区间列车。地震前，从相马到原野町有一班于早上 5 点行驶的班次，与当时的特急“超级常陆”相接续；2016 年线路恢复时，除了这一趟班次外，其他班次都保持了地震前的班次频率。

## 運行車輛
有关取手站以南运行的快速列车和各站停车列车所使用的车辆，请参见常磐快速线和常磐缓行线。 下面列出的车辆，除了机车均为电车。
如上所述，由于取手站以北的路段使用的是交流电气化方式，以及严重的拥挤、与平行私铁的竞争，导致该线路与山手线和中央本线一样，是 JR东日本最早引进新型列车的线路之一。

### 特急列車
全部特急列車屬於勝田車輛中心。

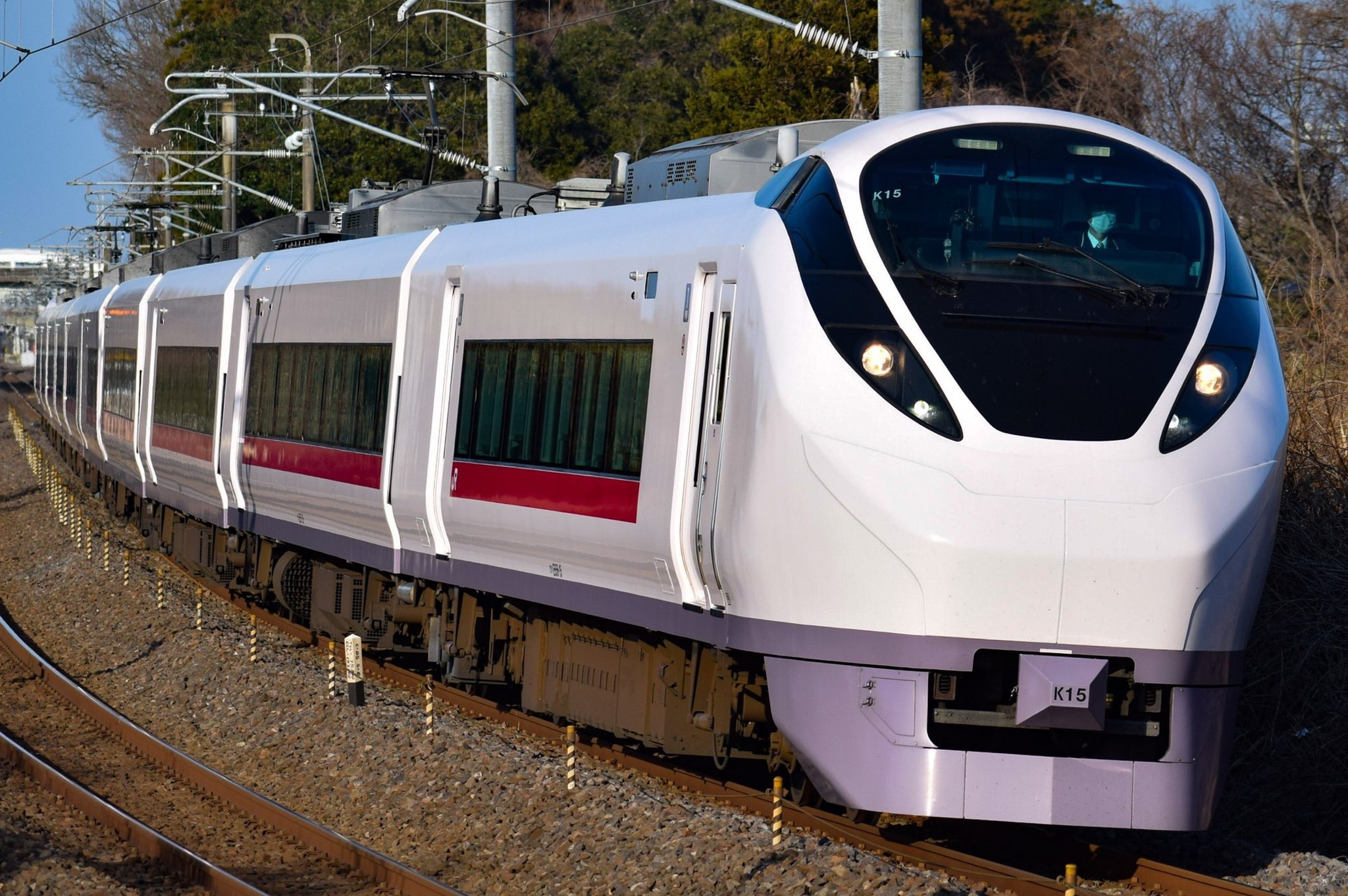
E657系

- E657系 - 自2012年起開始營運「超級常陸」（上野 - 磐城）[22]，以及「Fresh常陸」（上野 - 土浦、勝田、高萩、磐城）列車，自2015年3月14日上野東京線（東北縱貫線）通車後部分列車班次延伸至品川站，並分別改為「常陸號」和「常磐號[35]」。从 2020 年 3 月 14 日的时刻表修订开始，磐城和仙台之间也开始运行“常陆”的三个往返班次（三个往返班次均来往品川和仙台之间）。

### 普通及快速列車
- E531系

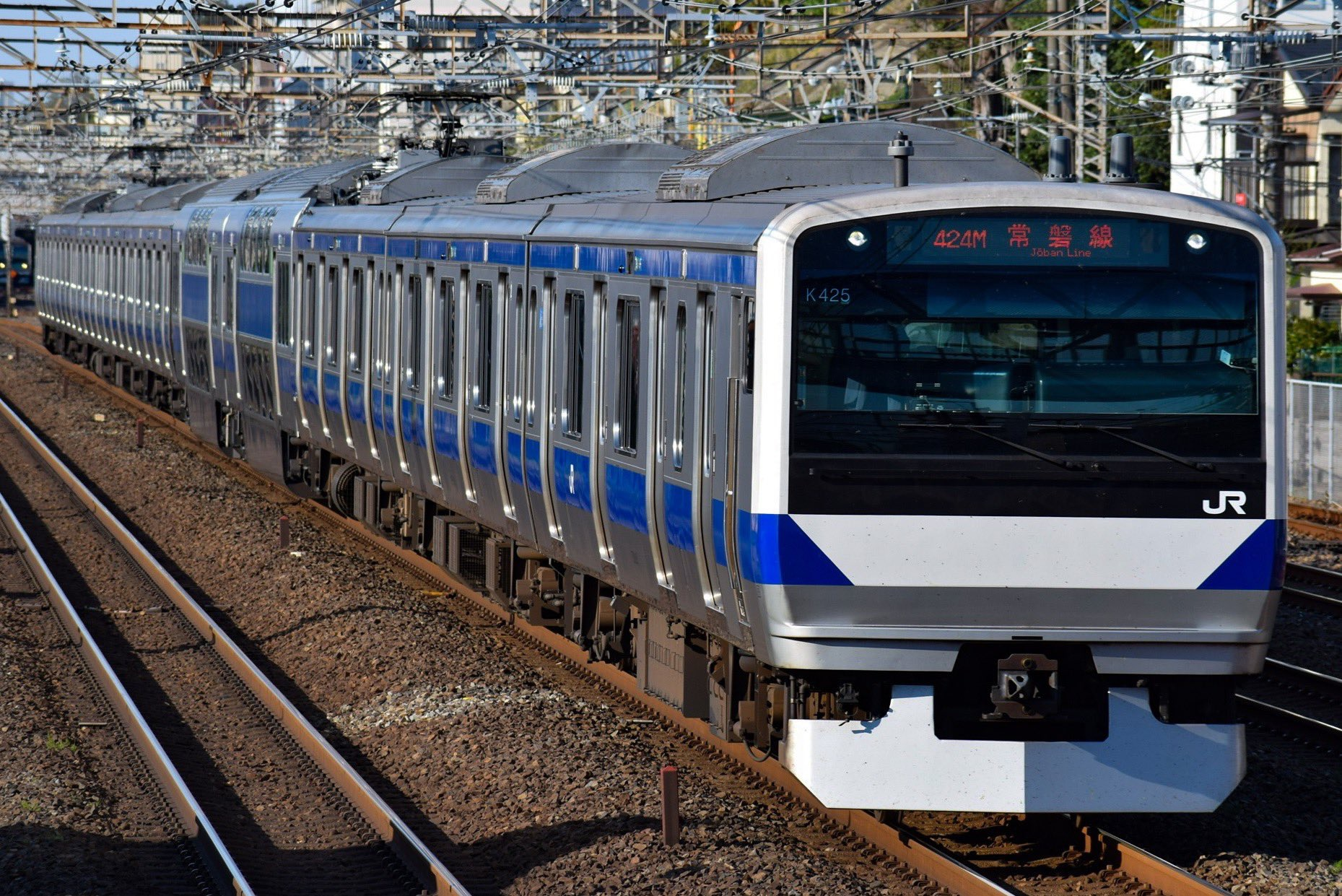
E531系
（2019年3月，攝于松户站 - 金町站之间）

  - 是胜田车辆中心所属的车辆。運行範圍在品川站 - 上野站 - 原之町站之間。車身的顏色跟415系1500番台同樣采用藍色帶。与下文所述的 E501系列一样，有 10 节车厢的基本编组和 5 节车厢的附属编组，在上野站和土浦站之间以基本编组和附属编组相联的 15 节车厢编组或只有基本编组的 10 节车厢编组运行。
  - 从取手站以北往返上野站和我孙子站的直达列车使用该系列车实现了标准化。绿色车厢为10节车厢基本编组的 4 号和 5 号车厢。部分五节车厢的附属编组为该型车的3000番台，加强了防寒和防雪功能。附属列车现在已改造为可单人运行的车辆。
  - 2005年7月9日時間表改正，增加行駛上野車站 - 大津港車站之間，同時登場的特別快速亦全部以本系列車行駛。
  - 2007年1月6日起导入雙層的绿色车厢，但直到同年3月17日的期間都當作普通車廂接載乘客。約2007年2月左右開始替換原本的415系電車，同年3月17日之前还开行过去往磐城站的列车。
  - 2015 年 2 月 1 日也开始更换 415系1500 番台的运营，同年 2 月 23 日运营范围扩大至龙田站（在高萩站和龙田站之间仅运行附属编组）。
  - 随着 2017 年 10 月 21 日龙田站和富冈站之间线路的重新开通，运营范围扩大至富冈站。
  - 随着富冈站至浪江站之间的线路于 2020 年 3 月 14 日重新开通（至此常磐线全线恢复），运营范围扩大到原之町站。

- E501系

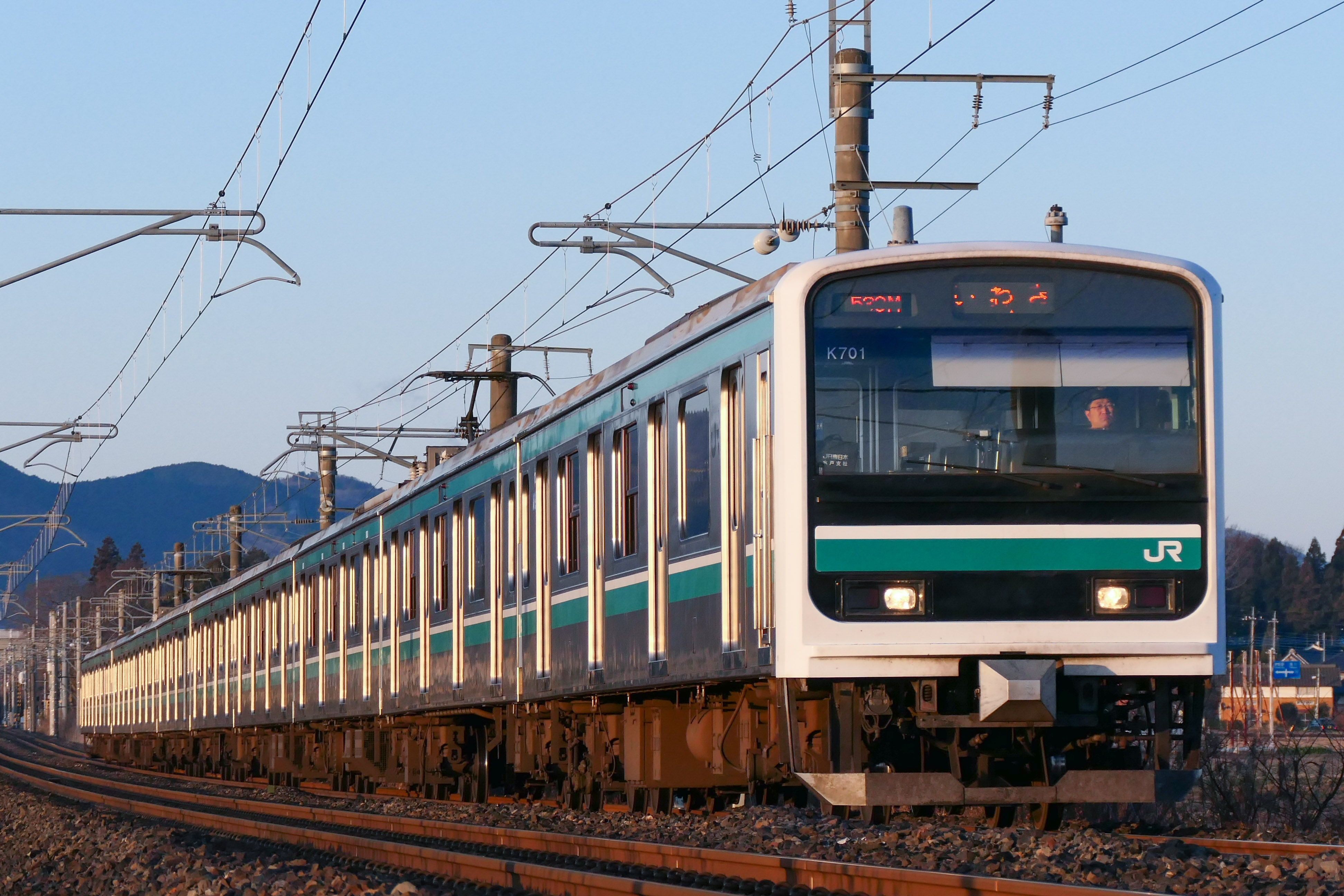
E501系
（2020年1月15日 摄于友部站 - 内原站間）

  - 是胜田车辆中心所属的车辆。运营范围在土浦站和草野站之间。最初的运营范围是上野站和土浦站之间，但由于要为 2007 年 3 月 18 日实施的时刻表修订做准备，列车于 2007 年 2 月 21 日退出了该区间的运营。在同年 3 月 18 日修订时刻表之前，该列车于同年 2 月 27 日开始在友部站和胜田站之间运行，并于 3 月 17 日在土浦站和磐城站之间运行。在上野站和土浦站之间运行时，列车以 15 节车厢编组运行，而现在则以 10 节车厢或 5 节车厢编组运行。
  - 车身由与 403系、415系 和 E531 系列相同的蓝色饰带改为与快速列车一致的翠绿色和白色色带。此外，方向幕也从白底黑字（正面相反）改为蓝底白字。
  - 如果 E501 系出现检查或故障，则使用 E531 系列作为替代行驶，在这种情况下，绿色车厢将被视为普通车辆，车身外部的绿车标记会被隐藏。
  - 自 2016 年 3 月 26 日时刻表修订起，五节车厢的附属编组改为仅在水户线直通列车上运行。由于在水户线运营期间出现了一些问题，在磐城以北运营的 E531 系列列车被转至水户线使用，因此该列车不再用于水户线直通列车；自 2018 年 9 月 5 日起，运营范围扩大至富冈站[36]。 此外，草野站至富冈站之间的该型列车仅运行了 6 个月，就因在 2019 年 3 月的时刻表修订中被 E531 系列车取代，而从该区间退出运营。

- 701系

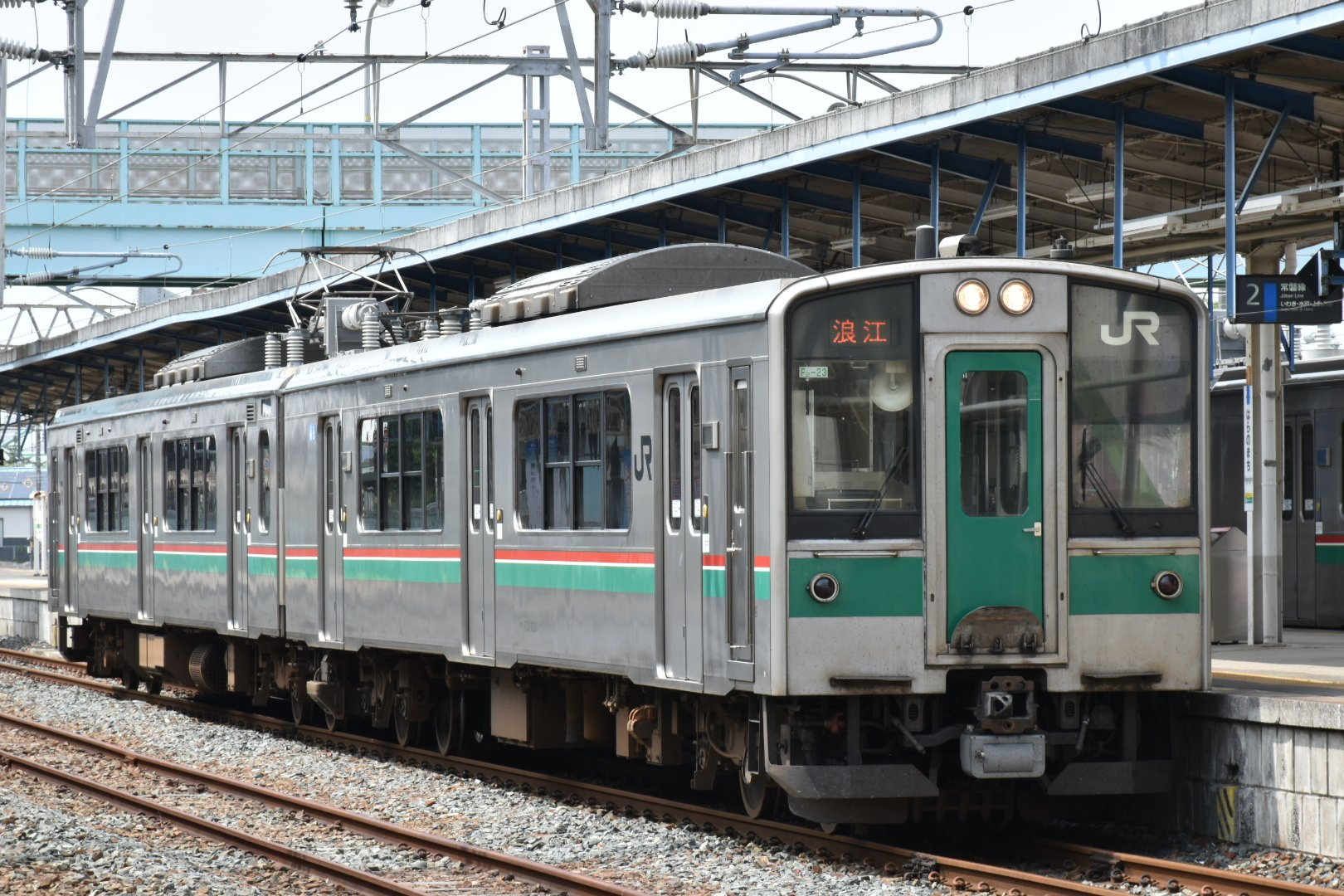
701系1000番台
(2018年4月13日 摄于原之町站)

  - 是仙台车辆中心的车辆。在原之町站和仙台站之间运行。东日本大地震前，它在磐城站和仙台站之间运行。
  - 最初，由于山形新干线延长至新庄站，有从秋田地区转入的富余的100番台，用于磐城和原之町之间的单人运行列车，但现在 1000番台和 1500 番台车辆被普遍地同时使用。在原野町站以北，它们还会与 E721 系列车联结共同运行。
  - 此外，2011 年 12 月原之町站 - 相马站间的修复时，属于胜田车辆中心的 3 列 701系1000番台列车在孤立的路段行驶，车辆由水户支社管辖（目前所有列车都属于仙台车辆中心）。
  - 常磐线全线恢复后，由于原之町站的普通列车运行系统分割，701系再也不会在原之町站以南的路段运行。

- E721系

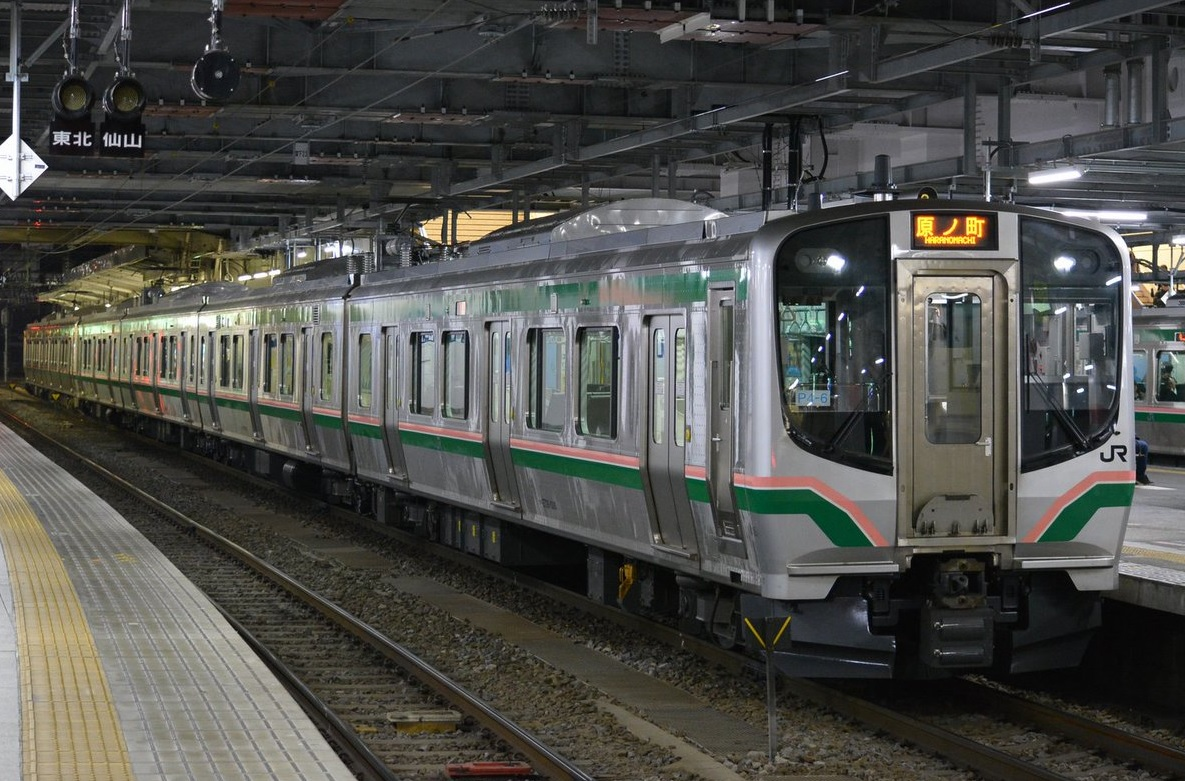
E721系1000番台
(2017年3月5日 摄于仙台站)

  - 是仙台车辆中心的车辆。其 0 番台自 2006 年起投入运营。 在原之町站和仙台站之间运营。改装车 1000番台也从 2016 年起投入运营[37]。
  - 东日本大地震发生后的一段时间里，仙台機場Access線专用的 500 番台列车也被临时使用过，并与 0 番台列车混合运行。
  - 2012 年 3 月 17 日时刻表修订后，部分列车换成了在仙山线上运行困难的 719 系。 原之町站以北也会与701系列车联结共同运行。

### 过去定期使用的车辆
- E653系 - 自1997年至2013年間營運「Fresh常陸」列車（上野 - 土浦、勝田、高萩、磐城）
- 651系 - 自1988年起開始營運「超級常陸」列車（上野 - 磐城、原之町、仙台），以及部分「Fresh常陸」列車（上野 - 土浦、勝田），2015年3月時刻表修改後，班次均改由E657系營運。
- 485系 - 1998年及之前行駛「常陸」，現在作為團體、臨時列車、訓練車之用

## 車站列表

### 品川、日暮里－磐城
為方便起見，常磐線列車直通的品川－日暮里段亦會一併記載。
- 站名：（貨）＝貨物專用站、◆・◇・■＝貨物處理站（貨物專用站除外、◇為沒有定期貨物列車到發、■為線外貨運站）[38]、（臨）＝臨時站
- 特定都區市內制度適用範圍車站：＝東京山手線內、＝東京都區內
- 品川－我孫子的站間距離為普通列車停車站。
- 停車站
  - 各站停車（北千住－取手）：包括括弧所括住的車站各站停車。參見「常磐緩行線」
  - 快速電車（品川－取手）：括弧所括住的車站（快速線上沒有月台）通過
  - 普通列車：括弧所括住的車站（快速線上沒有月台）通過，除此及偕樂園站以外停靠所有記載車站
  - 特別快速：●停靠、｜通過
  - 特急（常陸、常盤）：參見「常陸」
- 接續路線：品川－取手的東日本旅客鐵道路線名除貨物線外均為運行系統上的名稱（與正式路線名不同）
- 此段路線內北千住－取手為四線鐵路，其他為複線鐵路。

| 電氣化方式 | 正式路線名  | 車站編號    | 車站編號     | 中文站名 | 日文站名 | 英文站名 | 站間營業距離 | 日暮里起計 營業距離 | 特別快速 | 接續路線 | 所在地        | 所在地   |
| 電氣化方式 | 正式路線名  | 快速        | 各站停車     | 中文站名 | 日文站名 | 英文站名 | 站間營業距離 | 日暮里起計 營業距離 | 特別快速 | 接續路線 | 所在地        | 所在地   |
| ---------- | ----------- | ----------- | ------------ | -------- | -------- | -------- | ------------ | ------------------- | --- | --- | ------------- | -------- |
| 直流電     | 東海道本線  | JT 03       |              | 品川     |          |          | -            | 12.6                | ● | 東日本旅客鐵道： 東海道線〈橫濱、熱海方向〉（JT03）、 山手線（JY25）、 京濱東北線（JK20）、 橫須賀線（JO17） 東海旅客鐵道： 東海道新幹線 京濱急行電鐵： 本線（KK01） | 東京都        | 港區     |
| 直流電     | 東海道本線  | JT 02       |              | 新橋     |          |          | 4.9          | 7.7                 | ● | 東日本旅客鐵道： 東海道線（JT02）、 山手線（JY29）、 京濱東北線（JK24）、 橫須賀線（JO18） 東京地下鐵： 銀座線（G-08） 都營地下鐵： 淺草線（A-10） 百合鷗： 臨海線（U-01） | 東京都        | 港區     |
| 直流電     | 東海道本線  | JT 01 JU 01 |              | 東京     |          |          | 1.9          | 5.8                 | ● | 東日本旅客鐵道： 東北新幹線、山形新幹線、秋田新幹線、北海道新幹線、上越新幹線、北陸新幹線、 東海道線（JT01）、 宇都宮線（東北線）、 高崎線（JU01）、 中央線（JC01）、 山手線（JY01）、 京濱東北線（JK26）、 橫須賀線、 總武線（快速）（JO19）、 京葉線（JE01） 東海旅客鐵道： 東海道新幹線 東京地下鐵： 丸之內線（M-17） 東京地下鐵： 東西線 ⇒大手町（T-09） 東京地下鐵： 千代田線 ⇒二重橋前（C-10） 都營地下鐵： 三田線 ⇒大手町（I-09） | 東京都        | 千代田區 |
| 直流電     | 東北本線    | JT 01 JU 01 |              | 東京     |          |          | 1.9          | 5.8                 | ● | 東日本旅客鐵道： 東北新幹線、山形新幹線、秋田新幹線、北海道新幹線、上越新幹線、北陸新幹線、 東海道線（JT01）、 宇都宮線（東北線）、 高崎線（JU01）、 中央線（JC01）、 山手線（JY01）、 京濱東北線（JK26）、 橫須賀線、 總武線（快速）（JO19）、 京葉線（JE01） 東海旅客鐵道： 東海道新幹線 東京地下鐵： 丸之內線（M-17） 東京地下鐵： 東西線 ⇒大手町（T-09） 東京地下鐵： 千代田線 ⇒二重橋前（C-10） 都營地下鐵： 三田線 ⇒大手町（I-09） | 東京都        | 千代田區 |
| 直流電     | JJ 01 JU 02 |             | 上野         |          |          | 3.6      | 2.2          | ●                   | 東日本旅客鐵道： 東北新幹線、山形新幹線、秋田新幹線、上越新幹線、北陸新幹線、 山手線（JY05）、 京濱東北線（JK30）、 宇都宮線（東北線）、 高崎線（JU02） 東京地下鐵： 銀座線（G-16）、 日比谷線（H-17） 京成電鐵： 本線 ⇒京成上野（KS01） | 台東區 | 東京都        |          |
| 直流電     | JJ 02       |             | 日暮里       |          |          | 2.2      | 0.0          | ●                   | 東日本旅客鐵道： 山手線（JY07）、 京濱東北線（JK32） 京成電鐵： 本線（KS02） 東京都交通局： 日暮里-舍人線（NT 01） | 荒川區 | 東京都        |          |
| 直流電     | JJ 02       | 常磐線      | 日暮里       |          |          | 2.2      | 0.0          | ●                   | 東日本旅客鐵道： 山手線（JY07）、 京濱東北線（JK32） 京成電鐵： 本線（KS02） 東京都交通局： 日暮里-舍人線（NT 01） | 荒川區 | 東京都        |          |
| 直流電     | JJ 03       |             | 三河島       |          |          | 1.2      | 1.2          | ｜                  | 東日本旅客鐵道：常磐線貨物支線（田端貨物線、隅田川貨物線） | 荒川區 | 東京都        |          |
| 直流電     | JJ 04       |             | 南千住       |          |          | 2.2      | 3.4          | ｜                  | 東日本旅客鐵道：常磐線貨物支線（隅田川貨物線） 東京地下鐵： 日比谷線（H-20） 首都圈新都市鐵道： 筑波快線（04） | 荒川區 | 東京都        |          |
| 直流電     | JJ 05       |             | 北千住       |          |          | 1.8      | 5.2          | ●                   | 東京地下鐵： 千代田線（緩行列車直通運行，C-18）、 日比谷線（H-21） 東武鐵道： 伊勢崎線（東武晴空塔線）（TS-09） 首都圈新都市鐵道： 筑波快線（05）                                                                                        | 足立區 | 東京都        |          |
| 直流電     |             | JL 19       | （綾瀨）◇    |          |          | -        | 7.7          | ｜                  | 東京地下鐵： 千代田線（北綾瀨方向）（C-19） | 足立區 | 東京都        |          |
| 直流電     |             | JL 20       | （龜有）     |          |          | -        | 9.9          | ｜                  | | 葛飾區 | 東京都        |          |
| 直流電     |             | JL 21       | （金町）◇    |          |          | -        | 11.8         | ｜                  | 東日本旅客鐵道：總武本線貨物支線（新金貨物線） 京成電鐵： 金町線 ⇒京成金町（KS51） | 葛飾區 | 東京都        |          |
| 直流電     | JJ 06       | JL 22       | 松戶         |          |          | 10.5     | 15.7         | ●                   | 新京成電鐵： 新京成線（SL01） | 千葉縣 | 松戶市        |          |
| 直流電     |             | JL 23       | （北松戶）   |          |          | -        | 17.8         | ｜                  | | 千葉縣 | 松戶市        |          |
| 直流電     |             | JL 24       | （馬橋）     |          |          | -        | 19.1         | ｜                  | 東日本旅客鐵道：武藏野線貨物支線（馬橋支線） 流鐵：流山線 | 千葉縣 | 松戶市        |          |
| 直流電     |             | JL 25       | （新松戶）   |          |          | -        | 20.7         | ｜                  | 東日本旅客鐵道： 武藏野線（JM15） 流鐵：流山線 ⇒幸谷 | 千葉縣 | 松戶市        |          |
| 直流電     |             | JL 26       | （北小金）   |          |          | -        | 22.0         | ｜                  | 東日本旅客鐵道：武藏野線貨物支線（北小金支線） | 千葉縣 | 松戶市        |          |
| 直流電     |             | JL 27       | （南柏）     |          |          | -        | 24.5         | ｜                  | | 千葉縣 | 柏市          |          |
| 直流電     | JJ 07       | JL 28       | 柏           |          |          | 11.2     | 26.9         | ●                   | 東武鐵道： 野田線（東武都市公園線）（TD-24） | 千葉縣 | 柏市          |          |
| 直流電     |             | JL 29       | （北柏）     |          |          | -        | 29.2         | ｜                  | | 千葉縣 | 柏市          |          |
| 直流電     | JJ 08       | JL 30       | 我孫子       |          |          | 4.4      | 31.3         | ｜                  | 東日本旅客鐵道：■成田線（快速列車有一部分直通運行） | 千葉縣 | 我孫子市      |          |
| 直流電     | JJ 09       | JL 31       | 天王台       |          |          | 2.7      | 34.0         | ｜                  | | 千葉縣 | 我孫子市      |          |
| 直流電     | JJ 10       | JL 32       | 取手         |          |          | 3.4      | 37.4         | ●                   | 關東鐵道：常總線 | 茨城縣 | 取手市        |          |
| 交流電     |             |             | 藤代         |          |          | 6.0      | 43.4         | ●                   | | 茨城縣 | 取手市        |          |
| 交流電     |             |             | 龍崎市       |          |          | 2.1      | 45.5         | ●                   | 關東鐵道：龍崎線 | 茨城縣 | 龍崎市        |          |
| 交流電     |             |             | 牛久         |          |          | 5.1      | 50.6         | ●                   | | 茨城縣 | 牛久市        |          |
| 交流電     |             |             | 常陸野牛久   |          |          | 3.9      | 54.5         | ●                   | | 茨城縣 | 牛久市        |          |
| 交流電     |             |             | 荒川沖◇      |          |          | 2.7      | 57.2         | ●                   | | 茨城縣 | 土浦市        |          |
| 交流電     |             |             | 土浦◆        |          |          | 6.6      | 63.8         | ●                   | | 茨城縣 | 土浦市        |          |
| 交流電     |             |             | 神立◇        |          |          | 6.1      | 69.9         |                     | | 茨城縣 | 土浦市        |          |
| 交流電     |             |             | 高濱         |          |          | 6.5      | 76.4         |                     | | 茨城縣 | 石岡市        |          |
| 交流電     |             |             | 石岡         |          |          | 3.6      | 80.0         |                     | | 茨城縣 | 石岡市        |          |
| 交流電     |             |             | 羽鳥         |          |          | 6.5      | 86.5         |                     | | 茨城縣 | 小美玉市      |          |
| 交流電     |             |             | 岩間         |          |          | 5.4      | 91.9         |                     | | 茨城縣 | 笠間市        |          |
| 交流電     |             |             | 友部◇        |          |          | 6.9      | 98.8         |                     | 東日本旅客鐵道：■水戶線（一部分直通運行） | 茨城縣 | 笠間市        |          |
| 交流電     |             |             | 內原◇        |          |          | 4.7      | 103.5        |                     | | 茨城縣 | 水戶市        |          |
| 交流電     |             |             | 赤塚         |          |          | 5.8      | 109.3        |                     | | 茨城縣 | 水戶市        |          |
| 交流電     |             |             | （臨）偕樂園 |          |          | -        | [ * 2 ]      |                     | | 茨城縣 | 水戶市        |          |
| 交流電     |             |             | 水戶■        |          |          | 6.0      | 115.3        |                     | 東日本旅客鐵道：■水郡線 鹿島臨海鐵道：■大洗鹿島線 | 茨城縣 | 水戶市        |          |
| 交流電     |             |             | 勝田◇        |          |          | 5.8      | 121.1        |                     | 常陸那珂海濱鐵道：■湊線 | 茨城縣 | 常陸那珂市    |          |
| 交流電     |             |             | 佐和         |          |          | 4.2      | 125.3        |                     | | 茨城縣 | 常陸那珂市    |          |
| 交流電     |             |             | 東海         |          |          | 4.7      | 130.0        |                     | | 茨城縣 | 那珂郡東海村  |          |
| 交流電     |             |             | 大甕         |          |          | 7.4      | 137.4        |                     | | 茨城縣 | 日立市        |          |
| 交流電     |             |             | 常陸多賀◇    |          |          | 4.6      | 142.0        |                     | | 茨城縣 | 日立市        |          |
| 交流電     |             |             | 日立◆        |          |          | 4.9      | 146.9        |                     | | 茨城縣 | 日立市        |          |
| 交流電     |             |             | 小木津       |          |          | 5.5      | 152.4        |                     | | 茨城縣 | 日立市        |          |
| 交流電     |             |             | 十王         |          |          | 4.2      | 156.6        |                     | | 茨城縣 | 日立市        |          |
| 交流電     |             |             | 高萩         |          |          | 5.9      | 162.5        |                     | | 茨城縣 | 高萩市        |          |
| 交流電     |             |             | 南中鄉       |          |          | 4.5      | 167.0        |                     | | 茨城縣 | 北茨城市      |          |
| 交流電     |             |             | 磯原         |          |          | 4.6      | 171.6        |                     | | 茨城縣 | 北茨城市      |          |
| 交流電     |             |             | 大津港       |          |          | 7.1      | 178.7        |                     | | 茨城縣 | 北茨城市      |          |
| 交流電     |             |             | 勿來         |          |          | 4.5      | 183.2        |                     | | 福島縣 磐城市 | 福島縣 磐城市 |          |
| 交流電     |             |             | 植田         |          |          | 4.6      | 187.8        |                     | | 福島縣 磐城市 | 福島縣 磐城市 |          |
| 交流電     |             |             | 泉           |          |          | 7.2      | 195.0        |                     | 福島臨海鐵道：本線（貨物線） | 福島縣 磐城市 | 福島縣 磐城市 |          |
| 交流電     |             |             | 湯本         |          |          | 6.5      | 201.5        |                     | | 福島縣 磐城市 | 福島縣 磐城市 |          |
| 交流電     |             |             | 內鄉         |          |          | 3.5      | 205.0        |                     | | 福島縣 磐城市 | 福島縣 磐城市 |          |
| 交流電     |             |             | 磐城         |          |          | 4.4      | 209.4        |                     | 東日本旅客鐵道：常磐線（原之町方向）、■磐越東線 | 福島縣 磐城市 | 福島縣 磐城市 |          |

- 北小金－南柏段通過流山市，但市內並沒有常磐線車站。
- 常陸野牛久－荒川沖段、荒川沖－土浦段通過阿見町但町內並沒有車站。
- 神立站部分結構橫跨霞浦市。另外，高濱站亦於同市通過。

1. ↑  各站停車行走行的北千住站的車站設施並不是JR的管理對象，緩行線、快速線互相的連絡站，JR（龜有站以東）、東京地下鐵（千代田線町屋站、日比谷線南千住站方向）的車費計算上的邊界站（車費計算參見「常磐緩行線#車費計算的特例」）。
2. ↑  偕樂園站只限觀梅時期的日中下行列車（包括特急）停靠，除此以外的期間與上行列車所有列車通過。車費計算由赤塚站方向起至水戶站為止，水戶站方向往赤塚站起的營業距離計算。

### 磐城－岩沼、仙台
為方便起見，所有經岩沼站的旅客列車直通的東北本線岩沼－仙台段亦會一併記載。
- 全線交流電
- ◆、■＝貨物處理站（■為線外貨運站）、＝特定都區市內制度下「仙台市内」地域車站
- 此路段的常磐線列車全數為普通列車，停靠所有車站
- 軌道：∥：複線路段、◇：單線路段（可進行列車交會）、｜：單線路段（無法進行列車交會）[註 14] [註 15]、∨：此起往下為單線、∧：此起往下為複線

| 正式路線名 | 中文站名 | 日文站名 | 英文站名 | 站間營業距離 | 日暮里起計 營業距離 | 接續路線、備註                                | 軌道   | 所在地 | 所在地   | 所在地   |
| ---------- | -------- | -------- | -------- | ------------ | --- | --------------------------------------------- | ------ | ------ | -------- | -------- |
| 常磐線     | 磐城     |          |          | -            | 209.4 | 東日本旅客鐵道：常磐線（水戶方向）、■磐越東線 | ∥      | 福島縣 | 磐城市   | 磐城市   |
| 常磐線     | 草野     |          |          | 5.4          | 214.8 |                                               | ∥      | 福島縣 | 磐城市   | 磐城市   |
| 常磐線     | 四倉     |          |          | 4.4          | 219.2 |                                               | ∨      | 福島縣 | 磐城市   | 磐城市   |
| 常磐線     | 久之濱   |          |          | 4.8          | 224.0 |                                               | ◇      | 福島縣 | 磐城市   | 磐城市   |
| 常磐線     | 末續     |          |          | 3.6          | 227.6 |                                               | ◇      | 福島縣 | 磐城市   | 磐城市   |
| 常磐線     | 廣野     |          |          | 4.8          | 232.4 |                                               | ∧      | 福島縣 | 雙葉郡   | 廣野町   |
| 常磐線     | J村      |          |          | 3.5          | 235.9 |                                               | ∥      | 福島縣 | 雙葉郡   | 楢葉町   |
| 常磐線     | 木戶     |          |          | 1.9          | 237.8 |                                               | ∨      | 福島縣 | 雙葉郡   | 楢葉町   |
| 常磐線     | 龍田     |          |          | 3.1          | 240.9 |                                               | ◇      | 福島縣 | 雙葉郡   | 楢葉町   |
| 常磐線     | 富岡     |          |          | 6.9          | 247.8 |                                               | ◇      | 福島縣 | 雙葉郡   | 富岡町   |
| 常磐線     | 夜之森   |          |          | 5.2          | 253.0 |                                               | ◇      | 福島縣 | 雙葉郡   | 富岡町   |
| 常磐線     | 大野     |          |          | 4.9          | 257.9 |                                               | ｜     | 福島縣 | 雙葉郡   | 大熊町   |
| 常磐線     | 雙葉     |          |          | 5.8          | 263.7 |                                               | ｜     | 福島縣 | 雙葉郡   | 雙葉町   |
| 常磐線     | 浪江     |          |          | 4.9          | 268.6 |                                               | ◇      | 福島縣 | 雙葉郡   | 浪江町   |
| 常磐線     | 桃內     |          |          | 4.9          | 273.5 |                                               | ◇      | 福島縣 | 南相馬市 | 南相馬市 |
| 常磐線     | 小高     |          |          | 4.0          | 277.5 |                                               | ◇      | 福島縣 | 南相馬市 | 南相馬市 |
| 常磐線     | 磐城太田 |          |          | 4.9          | 282.4 |                                               | ◇      | 福島縣 | 南相馬市 | 南相馬市 |
| 常磐線     | 原之町   |          |          | 4.5          | 286.9 |                                               | ◇      | 福島縣 | 南相馬市 | 南相馬市 |
| 常磐線     | 鹿島     |          |          | 7.5          | 294.4 |                                               | ◇      | 福島縣 | 南相馬市 | 南相馬市 |
| 常磐線     | 日立木   |          |          | 6.7          | 301.1 |                                               | ◇      | 福島縣 | 相馬市   | 相馬市   |
| 常磐線     | 相馬     |          |          | 5.9          | 307.0 |                                               | ◇      | 福島縣 | 相馬市   | 相馬市   |
| 常磐線     | 駒嶺     |          |          | 4.4          | 311.4 |                                               | ◇      | 福島縣 | 相馬郡   | 新地町   |
| 常磐線     | 新地     |          |          | 4.4          | 315.8 |                                               | ◇      | 福島縣 | 相馬郡   | 新地町   |
| 常磐線     | 坂元     |          |          | 5.4          | 321.2 |                                               | ｜     | 宮城縣 | 亘理郡   | 山元町   |
| 常磐線     | 山下     |          |          | 4.5          | 325.7 |                                               | ◇      | 宮城縣 | 亘理郡   | 山元町   |
| 常磐線     | 濱吉田   |          |          | 3.9          | 329.6 |                                               | ◇      | 宮城縣 | 亘理郡   | 亘理町   |
| 常磐線     | 亘理     |          |          | 5.0          | 334.6 |                                               | ◇      | 宮城縣 | 亘理郡   | 亘理町   |
| 常磐線     | 逢隈     |          |          | 3.2          | 337.8 |                                               | ◇      | 宮城縣 | 亘理郡   | 亘理町   |
| 常磐線     | 岩沼◆    |          |          | 5.3          | 343.1 | 東日本旅客鐵道：■東北本線（福島方向）         | ∧      | 宮城縣 | 岩沼市   | 岩沼市   |
| 東北本線   | 岩沼◆    |          |          | 5.3          | 343.1 | 東日本旅客鐵道：■東北本線（福島方向）         | ∧      | 宮城縣 | 岩沼市   | 岩沼市   |
| 館腰       |          |          | 3.7      | 346.8        | | ∥                                             | 名取市 | 名取市 |          |          |
| 名取■      |          |          | 3.5      | 350.3        | 仙台機場鐵道：■仙台機場線（仙台機場Access線：所有列車仙台站到發）                                                                                              | ∥                                             | 名取市 | 名取市 |          |          |
| 南仙台     |          |          | 2.7      | 353.0        | | ∥                                             | 仙台市 | 太白區 |          |          |
| 太子堂     |          |          | 2.2      | 355.2        | | ∥                                             | 仙台市 | 太白區 |          |          |
| 長町       |          |          | 1.0      | 356.2        | 仙台市地下鐵：■南北線（N15） 東日本旅客鐵道：東北本線貨物支線（宮城野貨物線）                                                                                  | ∥                                             | 仙台市 | 太白區 |          |          |
| 仙台       |          |          | 4.5      | 360.7        | 東日本旅客鐵道： 東北新幹線、秋田新幹線、■東北本線（一之關、利府方向：一部分直通）、■仙石東北線、■仙山線、■仙石線 仙台市地下鐵：■南北線（N10）、■東西線（T07） | ∥                                             | 仙台市 | 青葉區 |          |          |

### 貨物支線
所有車站均位於東京都內
| 中文站名            | 日文站名 | 營業距離 | 接續路線                                                                                      | 所在地 |
| ------------------- | -------- | -------- | --------------------------------------------------------------------------------------------- | ------ |
| 田端貨物線          |          |          |                                                                                               |        |
| 三河島              |          | 0.0      | 東日本旅客鐵道：常磐線（本線、隅田川貨物線）                                                  | 荒川區 |
| 田端 （田端信號場） |          | 1.6      | 東日本旅客鐵道：東北本線（東北貨物線）、山手貨物線 日本貨物鐵道：東北本線貨物支線（北王子線） | 北區   |
| 隅田川貨物線        |          |          |                                                                                               |        |
| 三河島              |          | 0.0      | 東日本旅客鐵道：常磐線（本線・田端貨物線）                                                    | 荒川區 |
| （貨）隅田川        |          | 3.2      |                                                                                               | 荒川區 |
| 南千住              |          | 5.7      | 東日本旅客鐵道：常磐線（本線）                                                                | 荒川區 |

### 過去的接續路線
- 土浦站：
  - 筑波線（日语：筑波鉄道筑波線） - 1987年4月1日廢除
  - 常南電氣鐵道（日语：常南電気鉄道） - 1938年2月28日廢除
- 石岡站：鹿島鐵道線（日语：鹿島鉄道線） - 2007年4月1日廢除
- 赤塚站：茨城線（日语：茨城交通茨城線） - 1971年2月11日廢除
- 水戶站：
  - 常磐線（那珂川支線） - 1984年2月1日廢除
  - 水濱線（日语：茨城交通水浜線） - 1966年6月1日廢除
- 東海站：村松軌道（日语：村松軌道） - 1933年2月15日廢除
- 大甕站：日立電鐵線（日语：日立電鉄線） - 2005年4月1日廢除

## 歷史
常磐线最早的开通区间，是1889年（明治22年）开通的水户铁道友部（线路开通时未设站，1895年设站） - 水户区间，与现在的水户线相连。
常磐线的建设主要是为了确保常磐煤矿的煤运，此前该矿的煤炭主要通过水路运输，因此线路起点设于田端站，列车可以通过现在的山手线进入东海道本线，因此三河岛站至日暮里站存在一条不自然的小半径曲线。
1896年，日本铁道田端 - 水户区间开通。此后为提高煤炭运输效率，线路在明治时代启动复线化改造。除了运煤外，常磐线也成为连接日立矿山、日立製作所的人员和物资输送线路，在二战前后对日本经济发挥重要作用。
1898年，常磐线贯通至岩沼站，成为东北本线的绕行线。在连接关东地方和东北地方的铁路线路中，常磐线由于途经沿海地区，沿线地势较平坦，有利于蒸汽机车牵引列车运行。此外，和需要开行奥羽本线跨线列车的东北本线相比，常磐线的服务对象限定在上野和仙台以北地区，仙台站以北的直通旅客列车可经由常磐线。
1920年（大正9年）实行径路特定区间制度，常磐线日暮里 - 岩沼区间成为第一批设定该制度的区间。1958年（昭和33年）开行的第一个前往东京以北的特急列車服务“初香”（はつかり）途经常磐线。随着东北本线电气化和复线化，日间的长距离优等列车（包括“初香”）整合至东北本线行驶，不过由于东北本线在通勤高峰期较拥挤，不少夜间列车直通奥羽本线，故前往仙台站以北的夜间列车大多经由常磐线。
1964年，用于运输煤炭的快速货物列车“日立号”（ひたち号）开始运行，然而在能源革命后，煤矿陆续关闭，常磐线的煤运功能在1973年结束。旅客运输方面，1969年10月，上野站 - 平站的特急“日立”（ひたち）开始运营；1985年，筑波市召开科学万博期间，常磐线承接游客运输功能，并设置临时站万博中央站），开行的列车从红色涂装改为白底蓝带涂装。1987年4月国铁分割民营化，常磐线成为JR东日本下辖线路。东北新干线开通之后，经由常磐线前往仙台站以北的旅客列车大幅减少，常磐线作为东北本线绕行线的意义已消失，日暮里 - 岩沼间的径路特定区间制度在2001年废止。

### 年表
- 1889年（明治22年）1月16日：水戶鐵道 水户 - 小山段開業。現在的常磐線区间内水户站、内原站開業。
- 1890年（明治23年）11月26日：水户铁道 貨物支線 水户 - 那珂川間開業。那珂川貨物取扱所（後为那珂川站）開業。
- 1892年（明治25年）3月1日：水户铁道全線让渡日本铁道，改名为水户線。
- 1894年（明治27年）1月4日：水户線 赤塚站開業。
- 1895年（明治28年）
  - 7月1日：水户線 友部站開業。
  - 11月4日：日本铁道 土浦線 土浦 - 友部段開業。土浦站、神立站、高滨站、石岡站、岩間站開業。
  - 12月1日：土浦線 羽鳥站開業。
- 1896年（明治29年）12月25日：土浦線 田端 - 土浦段、隅田川線 田端 - 隅田川段開業。南千住站、北千住站、松户站、柏站、我孫子站、取手站、藤代站、牛久站、荒川冲站、隅田川站開業。
- 1897年（明治30年） 
  - 2月25日：磐城線 水户 - 平段開業。佐和站、大甕站、下孫站（現为常陸多賀站）、助川站（現为日立站）、川尻站（現为十王站）、高萩站、磯原站、关本站（現为大津港站）、勿来站、植田站、泉站、湯本站、綴站（現为内郷站）、平站（現为いわき站）開業。
  - 5月17日：土浦線 龟有站開業。
  - 8月29日：磐城線 平 - 久之浜段開業。草野站、四倉站、久之滨站開業。
  - 11月10日：磐城線 中村 - 岩沼段開業。中村站（現为相馬站）、新地站、坂元站、吉田站（現为滨吉田站）、亘理站開業。
  - 12月27日：土浦線 金町站開業。
- 1898年（明治31年）
- 1月：北千住 - 隅田川段開業。
- 4月1日：石神站（現为東海站）開業
- 4月3日：磐城線 原之町 - 中村段開業。原之町站、鹿島站開業。

- 5月11日：磐城線 小高 - 原之町段開業。小高站、高站（现为磐城太田站）開業。
- 8月6日：土浦線 馬橋站開業。
- 8月23日：磐城線 久之滨 - 小高段開業。田端 - 岩沼段全通。广野站、木户站、富岡站、長塚站（現为双葉站）、浪江站開業。
- 12月1日：高站改名磐城太田站。

- 1900年（明治33年）8月14日：佐貫站開業。
- 1901年（明治34年）8月8日：土浦線・水户線友部 - 水户段以及貨物支線，磐城線，隅田川線統合改名海岸線。
- 1904年（明治37年）11月22日：大野站開業。
- 1905年（明治38年）4月1日：三河島 - 日暮里段開通，迄今为止所有路线全部开通。日暮里站、三河島站開業。上野出发的列車在田端站折返。

#### 国有化後
- 1906年（明治39年）11月1日：日本铁道国有化。那珂川货物取扱所变更为那珂川站。
- 1909年（明治42年）
  - 3月25日：龙田站作为貨物站開業。
  - 4月25日：龙田站旅客营業開始。
  - 10月12日：国有铁道線路名称制定。「常磐線〔東北線部分〕日暮里 - 岩沼段及貨物支線」、「隅田川線〔東北線部分〕田端 - 隅田川段」。
- 1910年（明治43年）
  - 2月16日：南中郷站開業。
  - 3月18日：勝田站、小木津站開業。
  - 12月29日：三河島 - 北千住段、松户 - 馬橋段複線化。
- 1911年（明治44年）
  - 具体日期不明：北千住 - 龟有段複線化。
  - 5月1日：北小金站開業。
  - 5月5日：编入隅田川線。
- 1912年（明治45年）5月10日：北小金 - 我孫子段複線化。
- 1913年（大正2年）
  - 4月19日：金町 - 松户段複線化。
  - 5月：馬橋 - 北小金段複線化。
  - 11月1日：龟有 - 金町段複線化。
- 1915年（大正4年）
  - 5月1日：勝田 - 佐和段複線化。
  - 6月1日：吉田站改名滨吉田站。
- 1916年（大正5年）11月：下孫 - 助川段複線化。
- 1917年（大正6年）
  - 4月1日：石神 - 大甕段複線化。
  - 10月1日：川尻 - 高萩段複線化。
- 1918年（大正7年）
  - 5月25日：助川 - 小木津段複線化。
  - 9月15日：小木津 - 川尻段複線化。
- 1919年（大正8年）11月20日：佐和 - 石神段複線化。
- 1920年（大正9年）
  - 3月31日：大甕 - 下孫段複線化。
  - 8月16日：高萩 - 南中郷段複線化。
  - 10月16日：南中郷 - 磯原段複線化。
- 1921年（大正10年）
  - 3月1日：水户 - 下那珂川信号所段複線化。
  - 3月15日：夜之森站開業。
  - 8月25日：磯原 - 关本段複線化。
  - 11月5日：关本 - 勿来段複線化。
- 1922年（大正11年）
  - 4月1日：信号所改名信号場。
  - 8月15日：日立木站開業。
  - 8月25日：岩間 - 友部段複線化。
  - 9月21日：荒川沖 - 東信号場段複線化。
  - 10月1日：羽鳥 - 岩間段複線化。
  - 10月20日：植田 - 泉段複線化。
  - 11月6日：東信号場 - 土浦段複線化。
  - 11月11日：石岡 - 羽鳥段複線化。
  - 12月1日：牛久 - 荒川沖段複線化。
  - 12月13日：泉 - 湯本段複線化。
  - 12月15日：高浜 - 石岡段複線化。
- 1923年（大正12年）
  - 2月1日：佐貫 - 牛久段複線化。
  - 4月15日：我孫子 - 取手段複線化。
  - 6月9日：神立 - 高浜段複線化。
  - 6月25日：取手 - 藤代段複線化。
  - 6月30日：下那珂川信号場 - 勝田段複線化。
  - 8月20日：土浦 - 神立段複線化。
- 1924年（大正13年）6月20日：勿来 - 植田段複線化。
- 1925年（大正14年）
  - 2月2日：公園下站（現（臨）偕樂園站）開業。偕乐園观梅時期限定营業。
  - 10月28日：藤代 - 佐貫段複線化、日暮里 - 平段複線化完成。
- 1936年（昭和11年）12月11日：日暮里 - 松户段直流電化[43][44]。
- 1939年（昭和14年）
  - 10月1日：下孫站改名常陸多賀站。
  - 10月20日：助川站改名日立站。
- 1943年（昭和18年）
  - 4月1日：綾瀬站開業
  - 10月26日：土浦站内发生列車衝突事故（土浦事故）。死者110人。
- 1944年（昭和19年）
  - 2月15日：浪江 - 小高段開設桃内信号場。
  - 12月20日：久之滨 - 广野段开设末续信号場。
- 1945年（昭和20年）2月14日：友部 - 内原段开设内原操車場。

#### 日本国有铁道
- 1947年（昭和22年）6月1日：末续信号場变更为末续站開業。
- 1948年（昭和23年）
  - 3月1日：内原操車場被废止更改为小原信号場。
  - 8月10日：桃内信号場变更为桃内站開業。
- 1949年（昭和24年）
  - 5月10日：山下站開業。
  - 6月1日：松户 - 取手段直流電化。
  - 7月6日：北千住 - 綾瀬段发生下山事件。日本国有铁道总裁下山定則因而死亡。
  - 11月1日：小原信号場废止。
- 1950年（昭和25年）
  - 5月10日：关本站改名大津港站。
  - 8月7日：取手站-佐貫站段因小貝川泛滥被水淹没。在此期间、上野站出发前往青森站的長距離列車经由東北本線、水户線運行。
- 1952年（昭和27年）
  - 5月1日：北松户站作为松户競輪場前臨時停車場開業。
  - 7月10日：駒嶺站開業。
- 1953年（昭和28年）10月1日：南柏站開業。
- 1956年（昭和31年）12月20日：綴站改名内郷站。
- 1957年（昭和32年）4月1日：石神站改名東海站。
- 1958年（昭和33年）
  - 6月1日：準急「ときわ」運転開始。
  - 10月10日：上野站 - 青森站段的特別急行列車「はつかり」運行開始。常磐線内在水户站和平站停车。
  - 12月25日：北松户站成为常設站。
- 1959年（昭和34年）10月1日：長塚站改名双葉站。
- 1960年（昭和35年）
  - 10月1日：龙田 - 富岡段开设金山信号場、亘理 - 岩沼段开设逢隈信号場。
  - 12月10日：特急「はつかり」更换为Kiha0系气動車运行。是日本最初使用的气動車特急。
- 1961年（昭和36年）
  - 3月20日：中村站改名相馬站。
  - 6月1日：取手 - 勝田段交流電化。
- 1962年（昭和37年）
  - 5月3日：三河島 - 南千住段で三河島事故が発生。死者160人。
  - 10月1日：勝田 - 高萩間交流電化。
- 1963年（昭和38年）
  - 4月20日：原之町 - 鹿島段开设高平信号場。
  - 5月1日：高萩 - 平段交流電化。
  - 9月30日：平 - 草野段交流電化。
- 1965年（昭和40年）
  - 2月：綾瀬 ‐ 我孫子段、複複線増線第1期工事開始。
  - 5月25日：平 - 草野段複線化。
  - 10月1日：经由常磐線上野 - 青森段的急行电车「北斗」升级为寝台特急「ゆうづる」开始運行。常磐線内的停車站为水户站和平站。
- 1966年（昭和41年）
  - 3月：上野 - 取手段列車防護無線开始運用。
  - 3月5日：準急电车「ときわ」急行化。
- 1967年（昭和42年）
  - 2月1日：公園下站更名偕乐園站。
  - 7月22日：草野 - 四倉段複線化。
  - 8月20日：草野 - 岩沼段交流電化、常磐線全線電化完成。
  - 12月23日：103系電車運用開始。
- 1968年（昭和43年）10月1日：東北本線複線電化完成、特急电车「はつかり」变更为经由東北本線运行。
- 1969年（昭和44年）
  - 3月23日：綾瀬 - 金町段改造为高架線（現緩行線）[45]。
  - 10月1日：偕乐園站变更为臨時站。新开行季節特急「ひたち」。
- 1970年（昭和45年）
  - 4月10日：北柏站作为貨物站開業。
  - 10月1日：特急电车「ひたち」定期化。
- 1971年（昭和46年）
  - 3月1日：綾瀬 - 金町段複複線暫定開通。同区段中的緩行線和快速線开始分離运行。
  - 3月10日：金町 - 北柏段複複線暫定開通。同区段緩行線和快速線开始分離运行。
  - 4月1日：北柏 - 我孫子段複複線暫定開通。綾瀬 - 我孫子段的複複線全線完成。全区段緩行線和快速線开始分離运行。国電は
  - 4月20日：执行新列车运行表。
  - 伴随綾瀬 - 我孫子段複複線化、基本确立了現在的運行系統。
  - 天王台站開業。北柏站旅客営業開始。
  - 上野 - 取手段的快速線段新设快速電車。
  - 緩行線（各站停車）开始和帝都高速度交通营团（营团地下铁/現東京地下铁）的千代田線开通直通運行（开通时终点站为霞关站、後延伸至代代木公園站）。
- 1972年（昭和47年）10月1日：内郷 - 平段磐城貨物站開業。
- 1973年（昭和48年）4月1日：新松户站開業。
- 1976年（昭和51年）
  - 1月26日：广野 - 木户段複線化。
  - 2月23日：大野 - 双葉段複線化。
- 1978年（昭和53年）3月31日：营团地下铁千代田線延伸至代代木上原站、常磐線直通运行区间延伸至小田急電铁小田原線本厚木站。
- 1982年（昭和57年）11月15日：我孫子 - 取手段複複線化。在緩行線开行203系电车[46]。
- 1984年（昭和59年）2月1日：貨物支線 水户 - 那珂川段废止。
- 1985年（昭和60年）3月14日：国際科学技術博覧会（筑波世博会）开幕。万博中央站作为临时站開业（9月16日停止）。磐城貨物站、内郷機关区废止。急行列车「ときわ」废止。
- 1986年（昭和61年）12月29日：緩行線开行207系900番台[47]。

#### 东日本旅客铁道
- 1987年（昭和62年）
  - 4月1日：国铁分割民营化後常磐線由東日本旅客铁道接收。
  - 12月1日：上野 - 取手段开行的快速电车最长增至10辆编成，由103系电车运行的通勤电车最长增至15辆编成[48]。
- 1988年（昭和63年）
  - 3月13日：普通列車开始在三河島站、南千住站（这两站仅在白天）、天王台站（全日）停车。
  - 8月2日：逢隈信号場变更为逢隈站開業。
- 1989年（平成元年）3月11日：651系特急电车「スーパーひたち」开始运行。
- 1991年（平成3年）3月16日：双层普通电车Kuha415-1901開始使用。通勤快速運行開始。
- 1993年（平成5年）
  - 2月1日：金山信号場废止。
  - 2月10日：高平信号場废止。
  - 12月1日：寝台特急「ゆうづる」变更为臨時列車。
- 1994年（平成6年）12月3日：平站改名磐城站。寝台特急「ゆうづる」废止。
- 1995年（平成7年）12月1日：E501系運用開始。
- 1996年（平成8年）10月12・13日：常磐線开行開業100周年記念列車「レトロトレインときわ」。
- 1997年（平成9年）10月1日：E653系特急电车「フレッシュひたち」運行開始。
- 1998年（平成10年）
  - 3月14日：在原万博中央站遗址上建造的常陆野牛久站投入运营。
  - 12月7日：特急「ひたち」485系电车運用終了。
- 1999年（平成11年）
  - 9月30日：東海村发生臨界事故水户 - 日立段暂停通车。
  - 12月4日：緩行線开行209系1000番台电车。
- 2001年（平成13年）11月18日：当時作为東京近郊区間的日暮里 - 勝田段开始支持使用IC卡「Suica」[49][50]。
- 2002年（平成14年）
  - 2月1日：磐城 - 原之町段的一部分列車变更为单人列车[34]。
  - 3月3日：快速電車E231系投入运营[51]。
- 2003年（平成15年）
  - 3月29日：小田急線内开行的3社直通準急废止、早高峰時綾瀬发车的準急变更为唐木田站发车的急行・多摩急行。
  - 10月26日：当時作为仙台都市圏区间的山下 - 岩沼段开始支持使用IC卡「Suica」。
- 2004年（平成16年）
  - 2月14日：導入東京圏輸送管理系统(ATOS)（上野 - 羽鳥段、緩行線为龟有 - 取手段）。
  - 3月13日：川尻站改名为十王站。普通列車全天都会在三河島站和南千住站停车。
  - 10月16日：取手以南的普通列車改称快速列车。勝田 - 日立段被归入東京近郊区間、同時开始支持使用IC卡「Suica」。
- 2005年（平成17年）7月9日：本路線单独发行新时刻表。导入E531系。上野 - 土浦段开行特別快速电车。废止南下的通勤快速。北上的通勤快速也有1列变更为普通列車（取手 - 上野間快速）。双层普通車Kuha415-1901運行終了。
- 2006年（平成18年）3月17日：103系定期運用終了。
- 2007年（平成19年）
  - 1月6日：E531系导入绿色车厢。
  - 3月17日：E721系導入開始。开行区间为原之町 - 仙台段。
  - 3月18日：E531系导入绿色车厢。开行区间为上野 - 高萩段。同日起415系1500番台和E501系限定开行土浦以北段。
- 2008年（平成20年）
  - 3月15日：日立 - 高萩段被归入東京近郊区間、同時开始支持使用IC卡「Suica」。
- 2009年（平成21年）
  - 3月14日：高萩 - 磐城段被归入東京近郊区間、原之町 - 山下段被归入仙台都市圏，同時开始支持使用IC卡「Suica」。
  - 9月9日：緩行線开行E233系2000番台电车[52]。
- 2011年（平成23年）
  - 3月11日：受東北地方太平洋冲地震（東日本大震灾）影响全線停驶、部分路段因地震和海啸受损。
  - 3月12日：日暮里・綾瀬 - 取手段快速電車和各站停車恢复通车。
  - 3月18日：取手 - 土浦段恢复通车。
  - 3月31日：土浦 - 勝田段恢复通车。
  - 4月7日：勝田 - 高萩段恢复通车。
  - 4月11日：高萩 - 磐城段恢复通车。
  - 4月12日：亘理 - 岩沼段恢复通车。
  - 4月17日：磐城 - 四倉段恢复通车。
  - 5月14日：四倉 - 久之滨段恢复通车。
  - 5月23日：相馬站 - 亘理站間开行代行巴士[53]。限定这两站可以和电车换乘[54]。
  - 10月10日：久之滨 - 广野段恢复通车。
  - 12月21日：原之町 - 相馬段恢复通车。
- 2012年（平成24年）3月17日：特急E657系導入[55]。
- 2013年（平成25年）3月16日：滨吉田 - 亘理段恢复通车。特急「スーパーひたち」「フレッシュひたち」全部列車变更为E657系电车[35]。
- 2014年（平成26年）
  - 6月1日：广野 - 龙田段恢复通车[56]。
- 2015年（平成27年）
  - 1月31日：龙田 - 原之町段开行直达巴士[57]。
  - 3月14日：上野東京线開業、部分特急电车和快速电车延长至品川站。特急「スーパーひたち」改名为「ひたち」、「フレッシュひたち」改名为「ときわ」。特別快速的停車站增加北千住站。
  - 3月21日：臨時特急「踊子号」运行区间增加常磐線部分路段、我孫子站 - 伊豆急下田站間经由上野站・東海道線・伊東線・伊豆急行線直通運行[58]。
- 2016年（平成28年）
  - 2月18日：石岡站发现哑弹、因此土浦站 - 友部站间暂停运行[59]。
  - 3月26日：同日发布新时刻表、緩行線用E233系2000番台开行至小田急線、小田急4000形开行至緩行線。小田急線内发车的3社直通準急时隔13年復活。
  - 7月12日：小高 - 原之町段恢复通车[60][61][62]。龙田 - 原之町間的代行巴士同日停車站加入小高站。
  - 11月5日：随着修复完成，相馬 - 滨吉田間試運行開始[63][64]。
  - 12月10日：相馬 - 滨吉田間恢复通车[65]。駒嶺 - 滨吉田間里程增加0.6km[66]。
- 2017年（平成29年）
  - 2月1日：龙田 - 原之町段代行巴士开始在浪江站停车[67]。
  - 2月16日：龙田 - 原之町段代行巴士开始在富冈站停车[68]。
  - 3月7日：修复完成後，浪江 - 小高間試運行開始[69]。
  - 4月1日：浪江 - 小高間恢复通车[70]。
  - 10月14日：上野東京线直通列車増发[71]、品川 - 土浦間走行的中距離列車全部改为15辆編成[72]。
  - 10月21日：龙田  - 富岡間恢复通车[73]。
  - 12月9日：相馬 - 滨吉田間運転恢复1周年纪念、原之町 - 仙台間开行特別列車「ポケモンウィズユートレイン」[74]。
- 2018年（平成30年）10月13日：209系1000番台退出常磐緩行線运行[75]。
- 2019年（平成31年 / 令和元年）
  - 4月20日：位于福岛县的J-village重新开业、广野 - 木户間新站J-village站開業[76][77]。
  - 6月1日：富岡 - 浪江间架线完成，开始送电[78][79]。
  - 11月：富岡 - 浪江修复工程完工[80]。
  - 12月18日：富岡 - 浪江間開始试运营[81][82][83]。
- 2020年（令和2年）
  - 3月14日：富岡 - 浪江段恢复通车，常磐線全线恢复通车[4][20][84]。JR的佐貫車站更名為「龍崎市車站」[85]。大野-双叶段更改为单线[86]。品川、上野-仙台的直通特急列车恢复[23]。J-village站更改为常设站[85]。磐城-浪江段编入东京近郊区间，小高-原之町段编入仙台近郊区间，Suica利用区间扩大[87]。

## 關連項目
- 藤野先生，鲁迅 - 鲁迅曾经搭乘该路线前往仙台医专求学。